# Liability
Liability é uma canção da cantora e compositora neozelandesa Lorde. A canção, segundo single liberado do álbum Melodrama, foi lançada em 9 de março de 2017 por meio da Universal Music Group da Nova Zelândia. A faixa foi escrita por Lorde e Jack Antonoff, sendo produzida por ambos também.
Em dezembro de 2017, a cantora sueca Tove Styrke, que abrirá vários concertos da turnê Melodrama World Tour, de Lorde, na América do Norte, lançou uma cover de "Liability", intitulada "liability (demo)".

## Composição
Lorde revelou uma nova música após o primeiro single "Green Light", a terna balada ao piano "Liability", do amplamente aguardado segundo álbum de estúdio dela, Melodrama, cujo lançamento acontece em 16 de junho de 2017. A música foi composta juntamente com Jack Antonoff e estreou no programa de rádio de Zane Lowe na Beats 1, da Apple Music.
"Liability" é uma música curta, mas emocionada, que revela Lorde enfrentando a fama e como ela pode mudar amizades e relacionamentos. Ela entrega uma habilidosa performance vocal sobre uma suave melodia ao piano. Em entrevista a Lowe, Lorde disse que ouvir "Higher" – música lançada por Rihanna em Anti (2016) – em um táxi, a inspirou a compor a canção. “Chorei um pouco e estava tipo: ‘Vai ser sempre assim, em certa altura, com todo mundo, vai ser desse jeito’”, lembrou. “Mas a música meio que acabou virando um talismã protetor para mim.”
“Todo mundo sabe como é uma merda se sentir um fardo”, ela acrescentou. “Mas a música soa tão tradicional. É uma música ao piano, que é território novo para mim. Muito da música adolescente é feita sob a expectativa de soar igual. E eu fiquei tipo: Quer saber? Posso ser Paul Simon agora. Posso ser Joni Mitchell ou Kate Bush; essas pessoas que eram bastante jovens.”
Ela ainda comentou sobre os sentimentos que nortearam o processo de composição: “É interessante, porque eu tinha essa percepção de que por causa do meu estilo de vida e do que eu faço para o trabalho, vai haver um ponto com cada pessoa ao meu redor onde eu vou ter ataques contra eles de alguma forma. Se é ter que desistir de uma pequena porção de sua privacidade ou sua vida se tornando mais difícil, seja o que for. Foi apenas esse momento de tristeza e eu me lembro tão vividamente.”